# Area Codes
Area Codes  è un singolo del rapper statunitense Ludacris, in collaborazione col cantante Nate Dogg, e pubblicato nel giugno 2001 come singolo dall'album Word of Mouf e dalla colonna sonora del film Colpo grosso al drago rosso - Rush Hour 2 (Rush Hour 2).

## Il brano
Il brano differisce dal sound southern rap per cui Ludacris è noto, basandosi su una produzione più west coast, con il ritornello ed il verso di Nate Dogg cantato nel suo stile gangsta-R&B. Nel brano i due artisti raccontano di aver avuto contatti con tante ragazze da avere ogni prefisso telefonico degli Stati Uniti.

## Classifiche
| Classifica (2001)                    | Posizione massima |
| ------------------------------------ | ----------------- |
| Australia                            | 97                |
| Francia                              | 43                |
| Nuova Zelanda                        | 40                |
| Stati Uniti                          | 24                |
| U.S. Billboard Hot R&B/Hip-Hop Songs | 10                |